# Institutul Neerlandez pentru Istoria Artei
Institutul Neerlandez pentru Istoria Artei sau RKD (în neerlandeză RKD-Nederlands Instituut voor Kunstgeschiedenis)  este localizat în Haga și adăpostește cel mai mare centru de istorie a artei din lume. Centrul este specializat în documentare, arhive și cărți despre arta occidentală de la Evul Mediu târziu până în epoca modernă. Toate sursele de informare sunt puse la dispoziție publicului interesat, atât în format fizic cât și în format digital, putând fi accesate pe site-ul lor. Deși nu toate fondurile bibliotecii au fost digitizate, multe dintre metadatele sale sunt accesibile online.
Bazele de date disponibile prezintă vizitatorului mai multe viziuni despre viețile multor artiști din secolele trecute, cu precădere ale maeștrilor neerlandezi. Biblioteca deține aproximativ 450.000 de titluri și  deși majoritatea textului este în neerlandeză, formatul standard de înregistrare include un link către intrări din bibliotecă și imagini ale lucrărilor cunoscute, care includ titluri în engleză și neerlandeză.
RKD are în gestiune, de asemenea, traducerea neerlandeză a Tezaurului de artă și arhitectură. Versiunea originală este o inițiativă a Institutului de Cercetare Getty din Los Angeles, California. .
Colecția a fost inițiată prin intermediul moștenirilor lui Frits Lugt (1884–1970)⁠(d), istoric de artă și proprietar al unei colecții masive de desene și imprimeuri, și Cornelis Hofstede de Groot (1863–1930)⁠(d), colecționar, istoric de artă și administrator de muzeu. Dispoziția lor testamentară a constituit atât partea fundamentală a colecției de artă, cât și a bibliotecii găzduite în mare parte în Koninklijke Bibliotheek (Biblioteca Națională).
În baza de date a artiștilor RKDartists, fiecărui artist i se atribuie un număr de înregistrare. Pentru a face referire directă la o pagină de artist, utilizați codul afișat în partea de jos a înregistrării, de obicei sub forma: https://rkd.nl/en/explore/artists/ urmat de numărul de înregistrare al artistului. 

## Pagini de opere de artă online
În baza de date de imagini RKDimages, fiecărei opere de artă i se atribuie un număr de înregistrare. Pentru a face referire directă la o pagină de artă, utilizați codul afișat în partea de jos a înregistrării, de obicei sub forma: https://rkd.nl/en/explore/images/ urmat de numărul de înregistrare al lucrării de artă.